# Caroebe
Caroebe este un oraș în Roraima (RR), Brazilia.